# Pfarrkirche Deutsch-Haslau

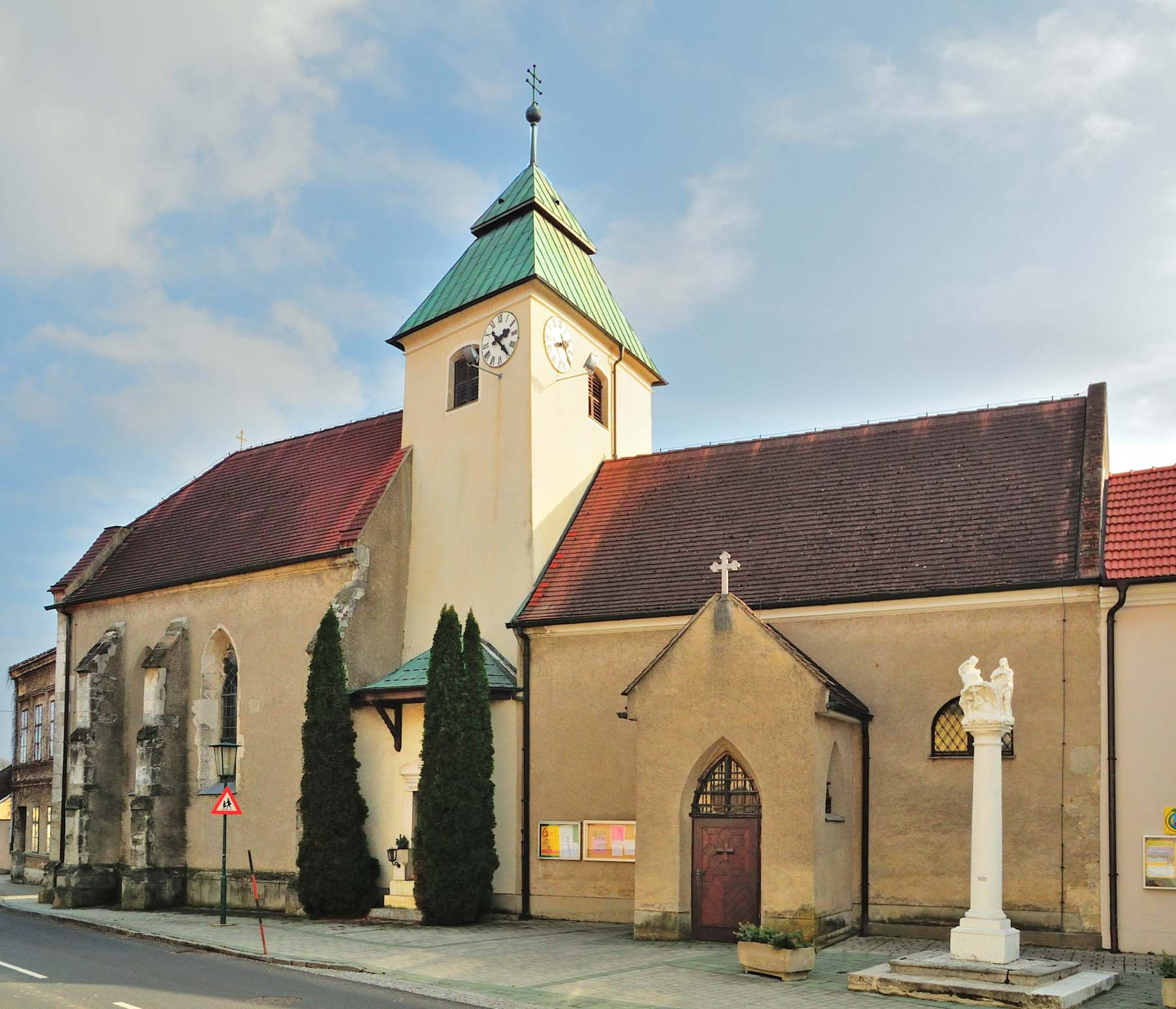
Katholische Pfarrkirche hl. Dreifaltigkeit in Deutsch-Haslau, Nordansicht, links der höhere gotische Chor, mittig der breite Turm, rechts das barocke Langhaus

Die römisch-katholische Pfarrkirche Deutsch-Haslau steht in der Mitte der Ortschaft Deutsch-Haslau in der Marktgemeinde Prellenkirchen im Bezirk Bruck an der Leitha in Niederösterreich. Die dem Patrozinium Dreifaltigkeit unterstellte Pfarrkirche gehört zum Dekanat Hainburg in der Erzdiözese Wien. Die Kirche steht unter Denkmalschutz (Listeneintrag). 

## Geschichte
Die Kirche steht wohl im Bereich des ehemaligen Thurnhofes. 1492 Vikariat, von 1739 bis 1757 Expositur, wurde die Kirche 1783 zur Pfarrkirche erhoben. 1981 wurde die Kirche außen restauriert.

## Architektur
Der in der Längsachse geknickte Kirchenbau besteht aus drei Bauteilen mit einem etwas schräg gestellten romanischen Turm zwischen dem gotischen Chor und dem niedrigeren barock umgebauten im Kern romanischen Langhaus.
Das Kircheninnere zeigt ein im Kern romanisches Langhaus mit Platzlgewölben über Gurten auf Wandpfeilern aus dem Ende des 18. Jahrhunderts. Das Turmuntergeschoß hat eine romanische Längstonne. Die hölzerne Westempore entstand 1865. Der wesentlich höhere einjochige Chor mit im Joch spitz anlaufenden Kreuzrippengewölben und glatten Scheibenschlusssteinen hat eine gerade Ostwand mit einem Pseudopolygon im Gewölbe, in den Ecken mit Radialrippchen und Doppelkappen. Die Sakristei hat ein Tonnengewölbe. Die Seitenkapelle am südlichen Langhaus und Chor hat Kreuzgratgewölbe aus dem Anfang des 15. und dem Ende des 18. Jahrhunderts.

## Ausstattung
Der neogotische Hochaltar aus 1911 ist ein dreiteiliges Retabel mit den Statuen Christus zwischen den Heiligen Peter und Paul sowie einem Tabernakel um 1870. In der Seitenkapelle Altar in Formen des Anfangs des 18. Jahrhunderts mit der Statue Maria Immaculata aus dem Anfang des 20. Jahrhunderts.
Die Orgel baute Rudolf Novak 1965.

## Grabdenkmäler
- Im Chor Grabstein mit einer reich reliefierten Platte mit Löwenfiguren, das Rad der Zeit haltend, zu Johann Georg von Lambesperger, Herr von Latisholge 1702.